# Betty Boop's Ker-Choo
Betty Boop's Ker-Choo es un corto de animación estadounidense de 1933, de la serie de Betty Boop. Fue producido por los estudios Fleischer y distribuido por Paramount Pictures. En él aparecen Betty Boop, Bimbo y Koko el payaso.

## Argumento
Bimbo y Koko están entre los participantes en una gran carrera automovilística. La favorita en la carrera es Betty Boop, pero llega tarde otra vez, y su auto con acento Yiddish no tiene idea de dónde está. Cuando Betty finalmente aparece explica su retraso cantando "I've Got a Cold in My Nose," (Scott Bradley & Joseph Hanna).

## Producción
Betty Boop's Ker-Choo es la novena entrega de la serie de Betty Boop y fue estrenada el 6 de enero de 1933.